# Bukowno
Bukowno este un oraș în județul Olkusz, Voievodatul Polonia Mică, cu o populație de 10.574 locuitori (2011) în sudul Poloniei.
Bukowno este situat în partea de vest a Voievodatului Polonia Mică, între Katowice și Cracovia aproximativ la 40 km  distanță de ambele orașe. 
Bukowno este situat pe râul Sztoła, și face parte din Districtul Industrial Jaworzno - Chrzanów, care face parte istoric din Polonia Mică, și este situat într-o zonă cu păduri de foioase și conifere. Bukowno este un centru important al industriei, cu fabrici de zinc și plumb. Ca sat a fost menționat pentru prima dată în secolul al XV-lea, dar nu au primit drepturi de oraș până în anul 1962.
Orașul are o suprafață de 63 km2, Din care 73% este împădurită. Bukowno este un nod feroviar, cu legături feroviare la Olkusz, Kielce, Jaworzno și Katowice. De asemenea, este situat de-a lungul Liniei de cale ferată metalurgică cu ecartament larg. Cinci kilometri spre nord a orașului merge Drumul Național Nr. 94.
În Evul Mediu Bukowno a aparținut episcopilor din Cracovia, și de la înființarea sa până în 1790 a făcut parte din așa-numita Stat Sławków. În 1795 a fost anexată de către Imperiul Austriac (a se vedea partițiile Poloniei), și în 1815, pentru prima dată în istorie, a fost administrativ separat de  Cracovia, împreună cu Olkusz, a devenit parte a Polonia Congresului controlată de Rusia în timp ce orașul Cracovia a rămas în Galiția Austriacă. În 1918 - 1939 în cea de-a Doua Republică Poloneză a aparținut Voievodatului Kielce, iar după război, orașul a fost transferat sub administrația Voievodatului Cracovia.